# Свобода об'єднань
Свобода об'єднань — одне з ключових політичних прав людини, яке дає їй можливість вільно об'єднуватися з іншими людьми для реалізації своїх прав і свобод.
Право громадян на свободу об'єднання є невід'ємним правом людини, закріпленим Загальною декларацією прав людини (ст. 20), гарантується Конституцією України. Ст. 15 Конституції України гарантує «свободу політичної діяльності, не забороненої Конституцією і законами України». На основі цього права громадяни мають можливість об'єднуватися у політичні партії та громадські організації. У ст. 36 Конституції України зазначається, що «Громадяни України мають право на свободу об'єднань у політичні партії та громадські організації для здійснення і захисту своїх прав і свобод та задоволення політичних, економічних, соціальних, культурних та інших інтересів».
Держава, як зазначається в Законі України «Про об'єднання громадян», сприяє розвитку політичної та громадської активності, творчої ініціативи громадян і створює рівні умови для діяльності об'єднань. Право на об'єднання гарантоване для демократичних держав, проте може бути обмежене у випадку введення військового або надзвичайного стану.